# Titularbistum Cybistra
Cybistra (ital.: Cibistra, griech.: Κύβιστρα) ist ein Titularbistum der römisch-katholischen Kirche.
Der antike Bischofssitz liegt in Kappadokien (Türkei) und heißt heute Ereğli. Als Suffraganbistum war es dem Metropoliten von Tiana unterstellt.
| Titularbischöfe von Cybistra |                                          |                                                      |                  |                   |
| Nr.                          | Name                                     | Amt                                                  | von              | bis               |
| 1                            | Alexander Paterson                       | Apostolischer Vikar von Low District (Schottland)    | 14. Mai 1816     | 30. Oktober 1831  |
| 2                            | Jacques-Antoine-Claude-Marie Boudinet    | Apostolischer Administrator von Pamiers (Frankreich) | 11. März 1856    | 16. Juni 1856     |
| 3                            | Philippe François Zéphirin Guillemin MEP | Apostolischer Präfekt von Canton (China)             | 8. August 1856   | 5. April 1886     |
| 4                            | Martin Poell OFM                         | Apostolischer Vikar von Changzhi (China)             | 17. Juni 1890    | 1. Januar 1891    |
| 5                            | Johannes Baptist Katschthaler            | Weihbischof in Salzburg (Österreich)                 | 4. Juni 1891     | 17. Dezember 1900 |
| 6                            | Eduard Herrmann                          | Weihbischof im Ermland (Deutschland)                 | 30. August 1901  | 3. März 1916      |
| 7                            | Paul Nègre                               | Weihbischof in Rodez (Frankreich)                    | 7. Dezember 1916 | 7. Februar 1940   |
| 8                            | Nicasio Balisa y Melero OAR              | Apostolischer Vikar von Casanare (Kolumbien)         | 15. Januar 1941  | 3. Februar 1965   |